# You Better Work
You Better Work is de derde aflevering van het tiende seizoen van het tienerdrama Beverly Hills, 90210, die voor het eerst werd uitgezonden op 22 september 1999.

## Plot
Kelly heeft besloten om weer te gaan werken in de boetiek na haar herstelperiode. Zij wilde rustig starten maar door een krappe deadline moet zij vol aan de bak. Donna en Kelly besluiten om de hulp in te roepen van Pia, zij heeft in het verleden de dames ook al geholpen. Pia besluit om een modeshow te organiseren en daarvoor een aantal vips te uitnodigen. Gina wil ook helpen maar voelt een soort vijandigheid van Kelly uit en besluit om de boel te gaan saboteren, eerst moet zij een uitnodiging afgeven bij een belangrijke vip en besluit de uitnodiging te laten verdwijnen. Vervolgens veroorzaakt zij een brand in de boetiek. Door de brand zijn de nieuwe kleren allemaal vernietigd en Donna is helemaal radeloos, haar vrienden willen haar helpen en bieden zich aan om nieuwe kleren te maken. Donna hoopt nu dat alles weer goed komt. Matt ontdekt dat Gina de uitnodiging wilde laten verdwijnen en eist van haar dat zij persoonlijk de uitnodiging gaat afgeven, wat zij ook gaat doen. Ondertussen wil Noah een paar dagen op vakantie met Cherise. Op het moment dat zij willen gaan hoort Noah van de brand en hij wil Donna een paar uurtjes gaan helpen alvorens te vertrekken. Uiteindelijk blijft hij langer en Cherise beseft dat Noah nog steeds van Donna houdt, waarna ze besluit hem te verlaten. Als de modeshow op het punt van beginnen staat, krijgen zij een telefoontje dat de modellen vast staan in het verkeer en nu niet op tijd kunnen zijn. Donna besluit daarop dat haar vrienden model moeten worden en haalt hen over om over de catwalk te gaan lopen.
Dylan wil zijn plannen doorzetten om terug te gaan naar de universiteit, maar hij hoort dat zijn aanmelding afgewezen is en baalt hier enorm van. Hij besluit om een nieuwe scriptie te schrijven en in te leveren. Bij het inleveren hoort hij echter dat het niet gelezen zal worden en dat hij een jaar moet wachten. Bij thuiskomst gooit Dylan zijn scriptie in een vuilnisbak, David ziet deze scriptie liggen en besluit Dylan te helpen en overtuigd de universiteit ervan om Dylan aan te nemen door de scriptie in te leveren en te laten lezen. Zij zijn nu overtuigd en laten Dylan toe op de universiteit. Dylan is verbaasd als hij hoort dat hij aangenomen is en helemaal over het feit dat David hem geholpen heeft aangezien hun verleden.
Steve heeft besloten om Janet te gaan steunen in haar zwangerschap en vraagt haar om hem toe te laten in haar leven. Janet wordt hiervan helemaal emotioneel en is blij met zijn beslissing. Steve wil er helemaal voor gaan en gaat met haar mee naar elke afspraak met de dokter en steunt haar met alles. Als Steve en Janet op een etentje zitten in een restaurant ziet Steve een koppel zitten met een kind die de hele tijd zit te huilen en Steve krijgt dan last van paniekaanvallen. Hij denkt dat zijn leven ook zo uit gaat zien en twijfelt nu aan zijn beslissing. Hij overwint zijn paniek en besluit om Janet ten huwelijk te vragen, waarop zij ja zegt en dolgelukkig is. Later bedenkt Janet dat Steve haar gevraagd heeft omdat hij zich verplicht voelt om te trouwen en niet uit liefde en vertelt aan Steve dat zij nu nee zegt. Steve snapt er niets meer van en blijft verdwaasd achter.

## Rolverdeling
- Jennie Garth - Kelly Taylor
- Ian Ziering - Steve Sanders
- Brian Austin Green - David Silver
- Tori Spelling - Donna Martin
- Luke Perry - Dylan McKay
- Joe E. Tata - Nat Bussichio
- Lindsay Price - Janet Sosna
- Daniel Cosgrove - Matt Durning
- Vanessa Marcil - Gina Kincaid
- Vincent Young - Noah Hunter
- Elizabeth Bogush - Cherise
- Josie DiVincenzo - Pia Swanson
- Richard Biggs - Lecksis
- Richard Keats - Christian Sutton
- Nancy Moonves - Dr. Long